# سافت‌ژل

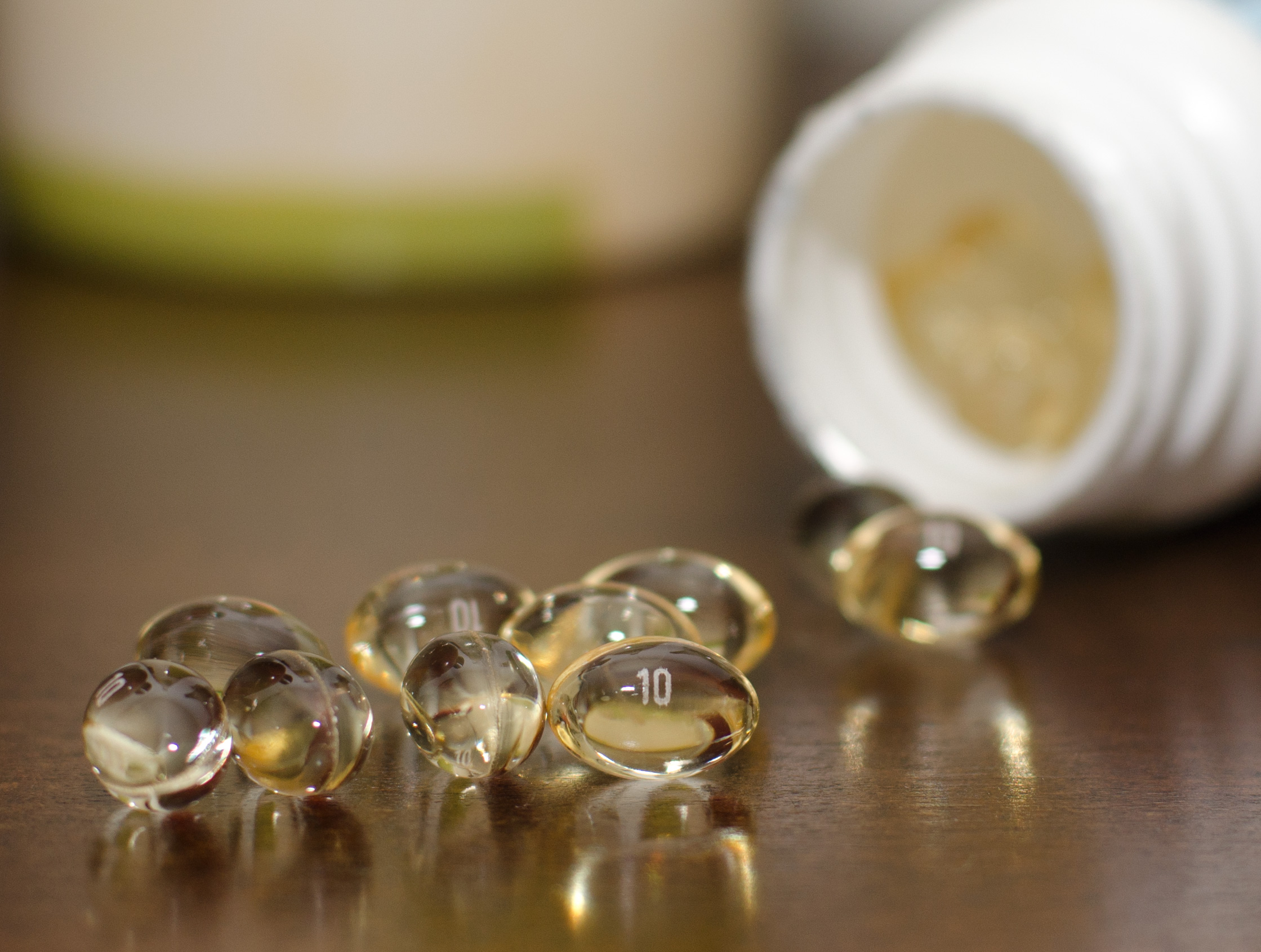
سافت‌ژل‌های معمولی

سافت‌ژل (به انگلیسی: Softgel) یکی از اشکال دارویی دهانی است برای مصارف پزشکی شبیه به کپسول. سافت‌ژل‌ها از پر کردن یک پوسته ژلاتینی با یک مایع ساخته می‌شوند. پوسته سافت‌ژل ترکیبی است از ژلاتین، آب، مات کننده و روان‌کننده‌هایی مانند گلیسیرین یا سوربیتول.
سافت‌ژل‌ها در فرآیندی به نام کپسوله‌سازی که توسط رابرت پائولی شرر اختراع شده است، تولید می‌شوند. فرایند کپسوله‌سازی به عنوان یک فرایند فرم‌دهی/پر کردن/آب‌بندی عمل می‌کند. دو نوار مسطح از جنس پوسته که روی دستگاه تولید شده، روی یک مجموعه دوتایی از قالب‌های چرخان به هم متصل می‌شوند. قالب‌ها حاوی فرورفتگی‌هایی در اندازه و شکل دلخواه هستند و روبان‌ها را به شکل دو بعدی برش داده و یک درزگیر در اطراف قسمت بیرونی تشکیل می‌دهند. همزمان، یک پمپ، دوز دقیقی از مواد را از طریق نازلی که در یک گوه پرکننده قرار دارد و نوک آن بین دو روبان در بین دو حفره قالب در نقطه برش قرار می‌گیرد، داخل کپسول تزریق می‌کند. گوه برای تسهیل فرایند آب‌بندی گرم می‌شود. تزریق گوه‌ای باعث می‌شود دو نوار مسطح به داخل حفره‌های قالب گسترش یابند و محصول نهایی سه‌بعدی ایجاد شود. پس از کپسوله کردن، سافت‌ژل‌ها بسته به نوع محصول، به مدت دو روز تا دو هفته خشک می‌شوند.

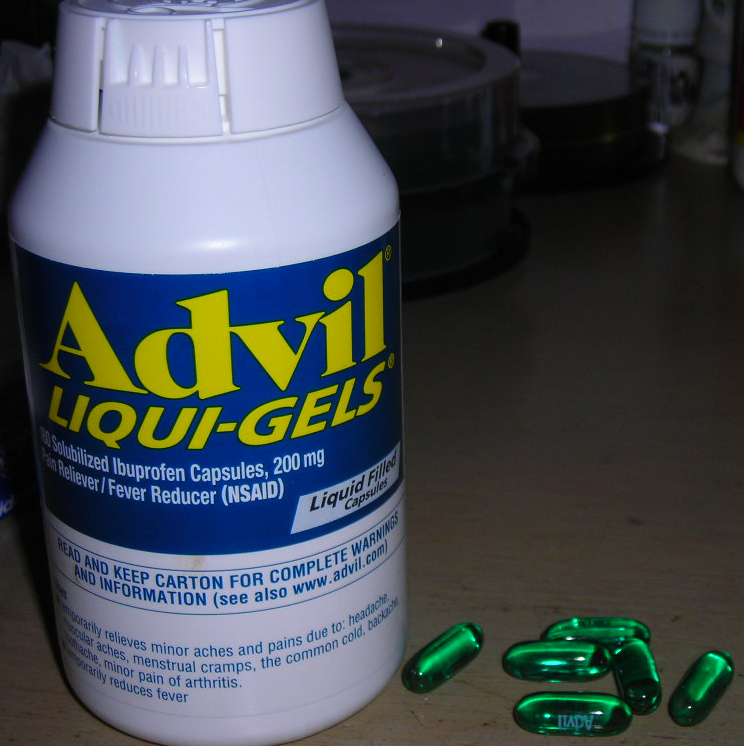

از دهه ۱۹۹۰، تولیدکنندگان توانسته‌اند ژلاتین موجود در پوسته را با پلیمرهای دیگری بر پایه، به عنوان مثال، نشاسته و کاراگینان جایگزین کنند.
شرکت کاتالنت مالک فعلی فناوری سافت‌ژل است.